# پیل سوختی اکسید جامد
پیل سوختی اکسید جامد یا سلول سوختی اکسید جامد (به انگلیسی: Solid Oxide Fuel Cell) یک دستگاه تبدیل انرژی الکتروشیمیایی است که برق را به طور مستقیم از اکسیداسیون سوخت تولید می‌کند. این سلول‌ها بر اساس نوعی الکترولیت، طبقه‌بندی می‌شوند; در سلول سوختی اکسید جامد، الکترولیت از جنس اکسیدجامد یا سرامیکی هستند.
مزایای این نوع سلول‌های سوختی شامل کارایی بالای ترکیب تولید برق و گرما، پایداری بلندمدت، انعطاف‌پذیری سوخت، تولید آلایندگی پایین و هزینه‌ی نسبتا پایین است. مهم‌ترین معایب آن‌ها دمای بالای عملیاتی است که موجب طولانی شدن زمان راه‌اندازی و ایجاد مشکلاتی در سازگاری مکانیکی و شیمیایی می‌شود.

## مقدمه
سلول‌های سوختی اکسید جامد دسته‌ای از سلول‌های سوختی هستند که با استفاده از یک ماده اکسید جامد به عنوان الکترولیت شناخته می‌شوند.این سلول‌ها از الکترولیت اکسید جامد برای هدایت یون‌های منفی اکسیژن از کاتد به آند استفاده می‌کنند. اکسیداسیون الکتروشیمیایی هیدروژن ، مونوکسید کربن یا سایر واسطه‌های آلی توسط یون‌های اکسیژن در سمت آند انجام می‌شود. اخیرا، سلول‌های سوختی اکسید جامد هدایت‌کننده‌ی پروتون درحال توسعه هستند که به‌جای یون‌های اکسیژن، پروتون‌ها را از طریق الکترولیت حمل می‌کنند، و از این مزیت برخوردارند که می‌توانند در دماهای پایین‌تر از سلول‌های سوختی اکسید جامد سنتی کار کنند.

سلول سوختی اکسید جامد

این سلول‌ها در دماهای بالا، معمولا بین 600 تا 1000 درجه‌ی سلسیوس عمل می‌کنند. در این دماها، سلول‌های سوختی اکسید جامد، نیازی به کاتالیزورهای گران‌قیمت از گروه فلزات پلاتینیوم ندارند، همان‌طور که درحال حاضر برای سلول‌های سوختی با دمای پایین‌تر، ضروری است، و همچنین در برابر مسمومیت کاتالیستی مونوکسید کربن آسیب‌پذیر نیستند. با این حال آسیب‌پذیری در برابر مسمومیت با گوگرد به طور گسترده‌ای مشاهده شده است و گوگرد باید قبل از ورود به سلول‌ از سوخت جدا شود. برای سوخت‌هایی با کیفیت پایین‌تر، مانند زغال‌سنگ یا زیست گاز، فرایند پردازش سوخت پیچیده‌تر و در نتیجه گران‌تر می‌شود.
فرایند گازی‌سازی که ماده‌ی اولیه را به حالت گازی مناسب برای سلول‌های سوختی تبدیل می‌کند، می‌تواند مقدار قابل توجهی ترکیبات، مانند متان و همچنین ترکیبات پلی‌آروماتیک بزرگ‌تر و هیدروکربن‌های زنجیره‌ کوتاه تولید کند. این مواد می‌توانند منجر به تشکیل کربن در سلول‌های سوختی اکسید جامد شوند. هزینه‌های مرتبط با فرایندهای اصلاح سوخت و زدودن گوگرد مشابه هزینه خود سلول سوختی است. این عوامل به خصوص برای سیستم‌هایی با خروجی توان پایین‌تر یا نیاز به قابلیت حمل بیشتر از اهمیت بالایی برخوردارند.
این سلول‌ها کاربردهای زیادی دارند که می‌توان به کاربرد آن‌ها به عنوان واحدهای برق کمکی در وسایل نقلیه اشاره کرد.

## عملکرد

مقطع عرضی سه لایه‌ی سرامیکی سلول سوختی اکسید جامد لوله‌ای. از درون به بیرون: کاتد متخلخل، الکترولیت متراکم، آند متخلخل

یک سلول سوختی اکسید جامد از چهار لایه تشکیل شده است که سه لایه‌ی آن سرامیکی هستند. یک سلول منفرد که از این چهار لایه تشکیل شده، معمولا تنها چند میلی‌متر ضخامت دارد. صدها سلول به صورت سری به یکدیگر متصل می‌شوند تا چیزی را که معمولا " پشته‌ی سلول سوختی اکسید جامد" نامیده می‌شود، تشکیل دهند.
سرامیک‌های به‌کار رفته در سلول‌های سوختی اکسید جامد، تا زمانی که به دمای بسیار بالا نرسند، از نظر الکتریکی و یونی فعال نمی‌شوند. به همین دلیل پشته‌ها باید در دمایی بین 500 تا 1000 درجه‌ی سلسیوس کار کنند. در کاتد، کاهش اکسیژن به یون‌های اکسیژن انجام می‌شود. این یون‌ها سپس می‌توانند از طریق الکترولیت اکسید جامد به آند منتقل شوند، جایی که سوخت را به صورت الکتروشیمیایی اکسید می‌کند. در این واکنش، آب به عنوان محصول جانبی تولید می‌شود و همچنین دو الکترون آزاد می‌شوند. این الکترون‌ها از طریق یک مدار خارجی جریان می‌یابند و می‌توانند کار انجام دهند. الکترون‌ها به ماده‌ی کاتدی بازمیگردند و این چرخه از نو شروع شده و دوباره تکرار می‌شود.
مطابق شکل در بخش‌های مختلف دستگاه داریم:

#### ‌کاتد
کاتد (الکترود هوا)، لایه‌ای نازک و متخلخل  بر روی الکترولیت است که واکنش کاهش اکسیژن در آن رخ می‌دهد.

#### آند
لایه‌ی آند سرامیکی باید متخلخل باشد تا اجازه دهد سوخت به سمت الکترولیت جریان یابد. به همین دلیل، مواد دانه‌ای اغلب برای فرایندهای ساخت آند انتخاب می‌شوند. آند معمولا ضخیم‌ترین و مقاوم ترین لایه در هر سلول منفرد است زیرا کمترین تلفات قطبش را دارد و اغلب لایه‌ای است که پشتیبانی مکانیکی را فراهم می‌کند.
از نظر الکتروشیمیایی، وظیفه‌ی آند استفاده از یون‌های اکسیژن است که از طریق الکترولیت نفوذ می‌کنند تا سوخت هیدروژنی را اکسیده کنند. واکنش اکسایش میان یون‌های اکسیژن و هیدروژن گرما و همینطور برق تولید می‌کنند. اگر سوخن هیدروکربن سبک باشد، یکی از وظایف آند این است که به عنوان کاتالیزور برای اصلاح بخار سوخت به هیدروژن عمل کند. این امر مزیت عملی دیگری برای مجموعه‌ی سلول سوختی فراهم می‌کند زیرا واکنش اصلاح بخار یک واکنش گرماگیر است که باعث خنک شدن داخلی مجموعه‌ی سلول میشود.

#### الکترولیت
لایه‌ای متراکم از سرامیک است که یون‌های اکسیزن را هدایت می‌کند. رسانایی الکتریکی آن باید تا حد ممکن پایین نگه‌داشته شود تا از تلفات ناشی از جریان‌های نشتی جلوگیری شود.دماهای عملیاتی بالا در سلول‌های سوختی اکسید جامد، اجازه می‌دهد که سینتیک انتقال یون‌های اکسیژن برای عملکرد مناسب، کافی باشد. با این حال وقتی دمای عملیاتی به حد پایین تری(حدود 600تا 800درجه‌ی سلسیوس) نزدیک می‌شود، الکترولیت شروع به داشتن مقاومت‌های بالای انتقال یونی می‌کند و عملکرد را تحت تاثیر قرار می‌دهد.

#### اتصال‌دهنده
می‌تواند لایه‌ای فلزی یا سرامیکی باشد که بین هر سلول منفرد قرار می‌گیرد. هدف آن اتصال هر سلول به صورت سری است تا برق تولید شده توسط هر سلول بتواند ترکیب شود. از آنجا که اتصال‌دهنده در دماهای بالا در معرض هردو طرف اکسیداسیون و احیا قرار دارد، باید از پایداری بسیار بالایی برخوردار باشد. به همین دلیل سرامیک‌ها در درازمدت، اتصال دهنده‌ی موفق‌تری نسبت به فلزات هستند. با این حال این مواد سرامیکی از فلزات گران‌تر هستند. آلیاژهای مبتنی بر نیکل و فولاد به عنوان مواد اتصال‌دهنده درحال تبدیل شدن به گزینه‌های امیدوارکننده‌تری هستند.

## خواص مکانیکی
تحقیقات فعلی در زمینه‌ی سلول‌های سوختی اکسید جامد به شدت بر بهینه‌سازی عملکرد سلول تمرکز دارد، درحالی که حفظ خواص مکانیکی قابل‌قبول نیز اهمیت دارد. زیرا بهینه‌سازی عملکرد اغلب باعث تضعیف خواص مکانیکی می‌شود. با این حال، خرابی مکانیکی همچنان یکی از چالش‌های مهم در عملکرد سلول سوختی اکسید جامد است. وجود انواع مختلفی از بارها و تنش‌های حرارتی در حین عملکرد نیازمند استحکام مکانیکی بالای سلول است.
علاوه بر این، تنش‌های اضافی ناشی از تغییر در اتمسفر گازی که منجر به کاهش یا اکسیداسیون می‌شوند، در طولانی مدت اجتناب ناپذیر هستند.هنگامی که لایه‌های الکترود از هم جدا می‌شوند یا ترک می‌خورند، مسیرهای رسانش از بین می‌روند و منجر به توزیع مجدد چگالی جریان و تغییرات موضعی دما می‌شوند. این تغییرات دمایی موضعی به نوبه‌ی خود باعث افزایش تنش‌های حرارتی می‌شوند که به گسترش ترک‌ها و جدایش لایه‌ها منجر می‌گردد. همچنین، زمانی که الکترولیت‌ها ترک می‌خورند، جدایی سوخت و هوا دیگر تضمین نمی‌شود، که این مسئله عملکرد مداوم سلول را به طور جدی به‌خطر می‌اندازد.